# Běh na 300 metrů
Běh na 300 metrů je málo vypisovanou sprinterskou disciplínou, tvořící jakýsi předěl mezi oficiálním během na 200 metrů a nejdelším sprintem na 400 metrů. Tato trať není běhána příliš často, obvykle slouží jako tréninková distance sprinterům a běžcům na střední tratě.

## Rekordy
Světový rekord mezi muži držel do roku 2024 jihoafrický sprinter Wayde van Niekerk, který je zároveň světovým rekordmanem na čtvrtce (časem 43,03 s. z LOH 2016 v Riu de Janeiro). Jeho rekordní zápis z Ostravy z roku 2017 měl hodnotu 30,81 sekundy. Překonal tím rekord Michaela Johnsona z roku 2000 (čas 30,85). V roce 2010 běžel jamajský fenomén Usain Bolt na mítinku Zlaté tretry v Ostravě stejnou trať ve třetím nejlepším čase historie 30,97 sekundy, závod však ovlivnil déšť a chlad. Pod 31 sekund se v historii do roku 2024 dostali jen Johnson, Bolt a van Niekerk.. Dne 17. února 2024 překonal v Pretorii světový rekord van Niekerka Botswaňan Letsile Tebogo časem 30,69 sekundy.
Ženský světový rekord má od 20. června roku 2019 v držení bahamská čtvrtkařka Shaunae Miller-Uibová časem 34,41 s., zaběhla jej rovněž na mítinku Zlatá Tretra v Ostravě.

## Hala
V hale je mužským světovým rekordem čas 31,56 sekundy bahamského sprintera Stevena Gardinera z roku 2022. Český a zároveň evropský rekord drží od roku 2014 Pavel Maslák časem 32,15 s. Maslák má v držení i český venkovní rekord na této distanci, a to časem 31,80 s. ze Zlaté Tretry 2017. Ženským světovým rekordem v hale je výkon 35,45 s., který vytvořila Irina Privalovová v roce 1993 a na setinu sekundy vyrovnala v roce 2018 Shaunae Miller-Uibová.